# Hordeum aegiceras
Hordeum aegiceras är en gräsart som beskrevs av Christian Gottfried Daniel Nees von Esenbeck och John Forbes Royle. Hordeum aegiceras ingår i släktet kornsläktet, och familjen gräs. Inga underarter finns listade i Catalogue of Life.